# 스포츠 야
《스포츠 야》는 MBN에서 방영중인 스포츠 프로그램이다.

## MC
- 국영호
- 고선영

## 같이 보기
- 스포츠 매거진